# Wilhelm von Leube

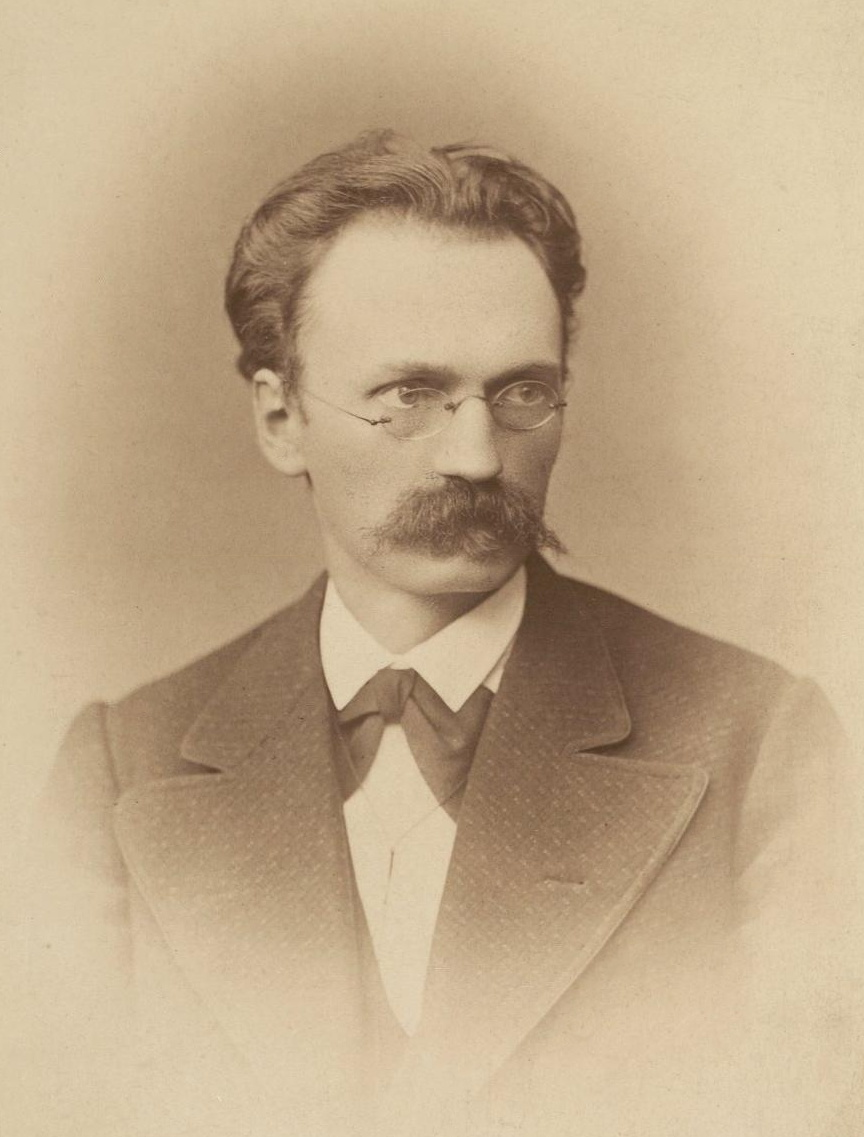
Wilhelm Olivier von Leube (1876).

Wilhelm Olivier von Leube, född 14 september 1842 i Ulm, död 16 maj 1922 på Schloss Montfort vid Bodensee, var en tysk läkare.
Leube blev medicine doktor 1866, docent i Erlangen 1868, professor i medicinsk klinik 1872 i Jena, 1874 i Erlangen och 1885–1911 i Würzburg. Han inriktade sig på invärtesmedicin och studerade särskilt magsäckens, tarmens och njurarnas sjukdomar. Utöver nedanstående skrifter utgav han en mycket anlitad lärobok i diagnostik, Spezielle Diagnose der inneren Krankheiten (två band, 1892–1893; sjunde upplagan 1904).